# Péter Prohászka
Péter Prohászka (Vác, 13 gennaio 1992) è uno scacchista ungherese.
Ha ottenuto il titolo di Grande Maestro in gennaio 2010.

## Principali risultati
- 2006 – vince a Budapest il torneo First Saturday di ottobre (1a norma di GM);
- 2008 – vince il torneo First Saturday di febbraio (2a norma di GM);
- 2009 – vince il torneo First Saturday di novembre (3a norma di GM);
- 2014 – vince il Campionato europeo giovanile U14; in luglio vince il 3º Festival internazionale "Mare di Fano";[2]
- 2017 – pari primo nel torneo open di Benasque;
- 2019 – 1°-3° con Illja Nyžnyk e Cemil Can Ali Marandi nell'open "US Thanksgiving";
- 2021 – pari 1° con Christopher Yoo nel torneo "Memorial Day GM Norm Invitational" di Charlotte.[3]

Ha ottenuto il suo massimo rating FIDE in luglio 2018, con 2626 punti Elo.